# Сао Габриел да Кашоейра
Сао Габриел да Кашоейра, (на португалски: São Gabriel da Cachoeira, в превод „св. Гавриил от водопада“) е град – община в северозападната част на бразилския щат Амазонас, близо до тройната граница между Бразилия, Колумбия и Венецуела. Общината е част от икономико-статистическия микрорегион Рио Негро, мезорегион Северен Амазонас. Населението на общината към 2010 г. е 37 300 души, а територията е 109 184.896 km² (0,34 д./km²).
Отстои на 852 km от щатската столица Манаус. Разположена е на водосборния басейн на Горен Рио Негро. Граничи на север с Колумбия и Венецуела, на югоизток с община Санта Изабел до Рио Негро, на юг с Жапура и на запад с Колумбия. На територията на общината се намират Националния парк Пико да Неблина, както и индиански земи – Алто Рио Негро; Медио Рио Негро I, II, III и Рио Теа.
Сао Габриел да Кашоейра се смята за стратегическа зона за страната, поради което градът е класифициран като Зона за национална сигурност, с федерален закон № 5449, от 1968 г.
Сао Габриел да Кашоейра е първата бразилска община, която избира за кмет и зам.-кмет жители от индиански произход (коренно население) – Педро Гарсия, от етноса Тариано и зам.-кмет Андре Баниуа, от етноса Баниуа, на кметските избори от октомври 2008 г. В общината, девет на всеки десет жители са индианци, с което се нарежда на първо място в Бразилия.
Общината е позната и с прозвището „Кучешка глава“ (Cabeça do Cachorro), поради специфичната форма която образува територията ѝ на картата.

## История
Историята на Сао Габриел да Кашоейра води началото си от 1761 г. с основаването на едноименното селище и укрепление от португалския капитан Жозе да Силва Делгадо. В началото на 19 век става център на фрегезия Сао Габриел да Кашоейра, съгласно наредба на правителството на щата Пара от 25 юни 1833, като територията му принадлежи тогава към Барселос. През 1891 фрегезията става село (порт. vila), със създаването на самостоятелна община отделена от Барселос, според Щатски закон № 10 от 3 септември същата година и съгласно който е преименувано на „Сао Габриел до Рио Негро“.
През 1908 е премахната крепостта Сао Габриел. Според описанието на Фредерико Коста, на мястото има само „руини, разхвърлени камъни, останки от стени и няколко неизползваеми оръдия.“ През 1926 е създадена комарка (окръг) Сао Габриел, която едва 4 години по-късно е премахнат заедно със самата община; тя заедно с Барселос биват интегрирани в Моура.
Окончателното възстановяване на Сао Габриел да Кашоейра става през 1935 г. получавайки отново автономност с реконституционализацията на щата Амазонас. След три години получава статут на град съгласно наредба № 68 от 31 март 1938 г.
В началото на 40-те години, градът е преименуван на „Уаупес“, име което остава до 1966 г., когато е върнато старото наименование, съгласно Щатския закон № 526, от 6 декември същата година. През 1968 община Сао Габриел да Кашоейра получава статут на „Зона за национална сигурност“.
През април 1990 е приет Устройствения закон на общината, година преди градът да отбележи стогодишнината от основаването си.

## География
Сао Габриел да Кашоейра е една от най-големите общини по територия в Бразилия – близо 109 185 km², малко по-малка от България. С тази площ надвишава териториите на осем от 26-те бразилски щата, сред тях Алагоас, Еспирито Санто, Рио де Жанейро, Параиба и др.
Индиански територии
Индианските територии обхващат около 80 % от територията на общината.

## Население
През 90-те години на 20 век средният годишен прираст на населението е около 4 %. Съгласно данните от преброяването на населението през 2010 г. проведено от Бразилския институт по география и статистика, жителите наброяват 37 300 души. Болшинството от тях се състои от няколко индиански етноса, като Арапасо, Баниуа, Барасана, Баре, Десана, Упда, Карапана, Кубео, Курипако, Макуна, Мирити-тапуя, Надоб, Пира-тапуя, Сириано, Тариано, Тукано, Туюка, Уанана, Уерекена и Яномами.
Сао Габриел да Кашоейра е общината с най-висока концентрация на индиански общности в Бразилия.
Различните индиански общности са разпределени в кварталите на градския център, в селището Яуарете и по протежение на реките, които протичат през територията на общината, като напр. Уаупес, Исана, Шие, Тикие и Рио Негро. Общият брой на индианските общности е над 400.
Езици
Уникален случай за бразилската федерация представлява фактът за признаването на три индиански езика за равностойни с португалския, след приемането на общинския закон № 145, от 22 ноември 2002 г.: ненгату, тукански и баниуа, традиционни езици говорени от мнозинството от жителите, от които 85 % са индианци.

## Икономика
Икономиката се основава на земеделието и животновъдството за изхранване; отлеждат се главно маниока, банани, ананас, авокадо, батата (или сладък картоф) и лимони.

## Въоръжени сили
На територията на общината е разположена Втора пехотна бригада за джунглата, към бразилските въоръжени сили; също и Пети пехотен батальон за джунглата, Двадесет и първа инженерно-строителна рота и Частта за контрол на въздушното пространство на Сао Габриел да Кашоейра.

## Културни събития
Културните събития в града се състоят главно в чествания на религиозни празници през годината, като Страстната седмица, празника на патрона на общината (на 29 септември), чествани и от индианците, под координацията и ръководството на вярващите.
Съществуват и фолклорни празници, като карнавала, юнските празници и Културния фестивал на индианските племена от Горен Рио Негро, създаден с Наредба-закон № 24, от 13 май 1996, с цел поощряване, развитие, разпространение и честване на културните традиции на коренното население в региона.